# Dion (Gemeindebezirk)
Dion (griechisch Δίον (n. sg.)) ist einer von drei Gemeindebezirken der 2010 geschaffenen Gemeinde Dion-Olymbos in der griechischen Region Zentralmakedonien. Er ging aus der gleichnamigen 1992 geschaffenen und 1997 erweiterten Gemeinde hervor. Er wurde nach der gleichnamigen antiken makedonischen Stadt Dion benannt.

## Lage
Der Gemeindebezirk Dion liegt im Norden der Gemeinde Dion-Olymbos und erstreckt sich über 172.061 km² von der fruchtbaren Küstenebene am Thermaischen Golf westwärts zum Olymp. Angrenzende Gemeindebezirke sind im Norden Katerini und Petra der Gemeinde Katerini, im Westen Olymbos der thessalischen Gemeinde Elassona und im Süden Litochoro.

## Verwaltungsgliederung
Die Gemeinde Dion ging 1992 aus der bereits 1918 gegründeten Landgemeinde Dion (Κοινότητα Δίου Kinotita Diou) hervor. Mit der Gemeindereform 1997 war die Eingemeindung der Landgemeinden Vrondou, Karitsa, Agios Spyridon, Kondariotissa und Nea Efesos verbundenen. Durch die Fusion der Gemeinde Dion mit den Gemeinden Litochoro und Anatolikos Olymbos zur neuen Gemeinde Dion-Olymbos nach der Verwaltungsreform 2010 erhielt Dion den Status eines Gemeindebezirks, der in zwei Stadtbezirke und vier Ortsgemeinschaften untergliedert ist.
| Stadtbezirk/Ortsgemeinschaft | griechischer Name                 | Code     | Fläche (km²) | Einwohner 2011 | Dörfer und Siedlungen |
| ---------------------------- | --------------------------------- | -------- | ------------ | -------------- | --------------------- |
| Kondariotissa                | Τοπική Κοινότητα Κονταριωτίσσης   | 11020301 | 25,749       | 1662           | Kondariotissa         |
| Agios Spyridon               | Τοπική Κοινότητα Αγίου Σπυρίδωνος | 11020302 | 13,466       | 1489           | Agios Spyridon        |
| Vrondou                      | Δημοτική Κοινότητα Βροντούς       | 11020303 | 67,191       | 1902           | Vrondou               |
| Dion                         | Τοπική Κοινότητα Δίου             | 11020304 | 31,602       | 1424           | Dion, Platanakia      |
| Karitsa                      | Δημοτική Κοινότητα Καρίτσης       | 11020305 | 18,865       | 2025           | Karitsa               |
| Nea Efesos                   | Τοπική Κοινότητα Νέας Εφέσου      | 11020306 | 15,188       | 1564           | Nea Efesos            |
| Gesamt                       | Gesamt                            | 110203   | 172,061      | 10066          |                       |